# Paul Gondard (homme politique)
Pour les articles homonymes, voir Paul Gondard.
 (mai 2025).
Si vous disposez d'ouvrages ou d'articles de référence ou si vous connaissez des sites web de qualité traitant du thème abordé ici, merci de compléter l'article en donnant les références utiles à sa vérifiabilité et en les liant à la section « Notes et références ».
Paul Gondard, né en 1878 et mort en 1954, est un homme politique français, de tendance radicale-socialiste. Paul Gondard a été conseiller municipal de Clermont-Ferrand de 1919 à 1929, puis maire de la ville de 1929 à 1935. Il était avoué de profession et professeur à la faculté de droit de Clermont-Ferrand.

## Carrière politique
En 1929, il succède à Philippe Marcombes, qui n'a pas réuni les suffrages nécessaires pour garder son fauteuil à la tête de la mairie de Clermont-Ferrand. En 1935, mis en ballottage aux élections municipales, il retire sa candidature entre les deux tours. Candidat sur la liste radicale-socialiste de Philippe Marcombes, il comptait rendre à son prédécesseur le fauteuil de maire.
Il est inhumé au cimetière des Carmes de Clermont-Ferrand à l'allée 3 dans le tombeau Julien-Gondard où se trouve aussi le géologue Pierre-Alphonse Julien.

## Décorations
Il a été décoré de la Croix de guerre, et a été officier de la Légion d'honneur pour ses états de service durant la Première Guerre mondiale.